# Cookie Jar (EP)
O título correto deste artigo é #Cookie Jar. A substituição ou omissão do sinal # ocorreu devido a restrições técnicas.
Cookie Jar é o extended play de estreia japonesa do grupo feminino sul-coreano Red Velvet. Foi lançado em 4 de julho de 2018 pela Avex Trax. O disco contém seis canções, incluindo o single "#Cookie Jar".

## Antecedentes e lançamento
Quatro meses após o lançamento do The Perfect Red Velvet, a reedição do Perfect Velvet (2017), o grupo anunciou através de su tour "Red Room" em Tóquio que eles estreariam no mercado japonês com o lançamento de seu primeiro EP. Em 20 de junho de 2018, a SM Entertainment, através de sua conta oficial do YouTube, lança dois teasers para o videoclipe de "#Cookie Jar". Dias depois, as imagens teaser do Cookie Jar foram lançadas nas redes sociais do grupo. Também a lista de canções, que inclui três novos temas e três lançados anteriormente em coreano, "Dumb Dumb", "Russian Roulette" e "Red Flavor", foi publicada na página japonesa do Red Velvet. Finalmente, em 4 de julho de 2018, o EP foi lançado.

## Videoclipe
"#Cookie Jar" foi lançado em conjunto com o álbum em 4 de julho, mas o videoclipe do single foi lançado em 21 de junho. O vídeo musical de "#Cookie Jar" apresenta os cinco membros em looks retrô inspirados nos anos 60, 70 e 80, enquanto eles descobrem um pote de biscoitos mágicos na floresta e, depois de comerem os biscoitos, acordam em uma casa de Néon e bolo cheios de doces, no entanto as meninas preparam uma poção antes de dar uma mordida em seus doces, apenas para descobrir que elas não são o que parecem ser.

## Recepção comercial
#Cookie Jar estreou e chegou ao número 3 na Weekly Album Chart da Oricon, vendendo 26.124 cópias físicas. Ele também entrou e chegou ao número 4 nos Hot Albums da Billboard Japan e no número 13 nos US World Albums. O mini-álbum vendeu mais de 28.130 cópias em suas duas primeiras semanas.

## Lista de faixas
※ Faixas em negrito identificam os singles do álbum.
| N.º            | Título             | Letras                           | Música | Duração |  |
| 1.             | "#Cookie Jar"      | MEG.ME                           | Efraim Faramir Sixten Fransesco Vindalf Cederqvist Leo Anne Judith Wik Nermin Harambasic Ronny Vidar Svendsen Saima Iren Mian Gavin Jones Mats Koray Genc | 3:33    |  |
| 2.             | "Aitai-tai"        | H.Toyosaki Hwang Hyun (MonoTree) | Hwang Hyun (MonoTree) | 3:14    |  |
| 3.             | "'Cause it's you"  | Izumi Soratani (agehasprings)    | Park Keun Tae Justin Stein Choi Jin Suk Nermin Harambasic Ronny Vidar Svendsen Anne Judith Wik                                                            | 2:59    |  |
| 4.             | "Dumb Dumb"        | Kim Dong-hyun Seo Ji-eum         | LDN Noise Deanna Dellacioppa Taylor Parks Ryan S. Jhun | 3:22    |  |
| 5.             | "Russian Roulette" | Jo Yoon-kyung                    | Albi Albertsson Belle Humble Markus Lindell | 3:31    |  |
| 6.             | "Red Flavor"       | Kenzie                           | Yeri,Caesar & Loui | 3:11    |  |
| Duração total: | Duração total:     | Duração total:                   | Duração total: | 18:07   |  |

## Desempenho nas paradas
| Parada (2018)                | Melhor posição |
| ---------------------------- | -------------- |
| Japão (Oricon)               | 3              |
| Japan Hot Albums (Billboard) | 4              |
| US World Albums (Billboard)  | 13             |

## Histórico de lançamento
| Região | Data               | Formato              | Gravadora |
| ------ | ------------------ | -------------------- | --------- |
| Japão  | 4 de julho de 2018 | CD, download digital | Avex Trax |
| Mundo  | 4 de julho de 2018 | Download digital     | Avex Trax |